# Meyer Prinstein

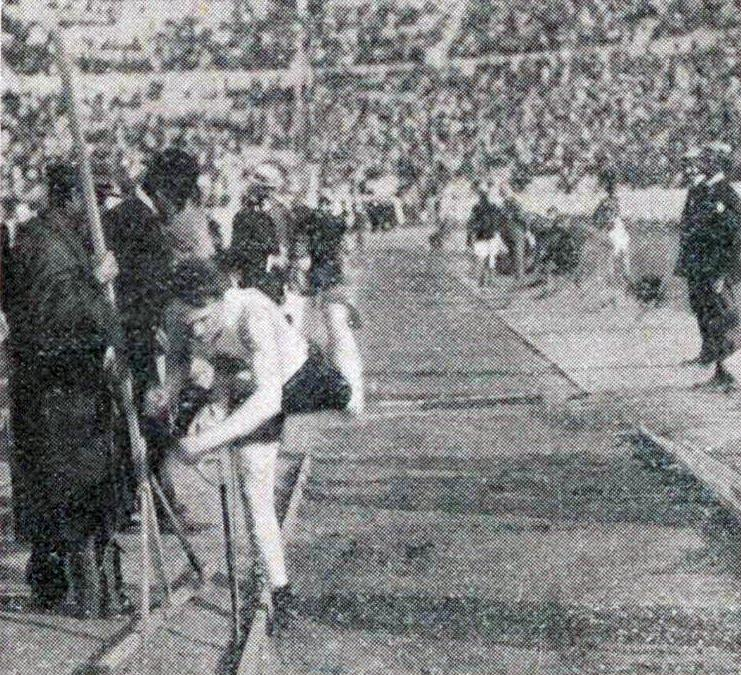
Myer Prinstein, vainqueur du saut en longueur à Athènes en 1906.

Meyer Prinstein (né Mejer Prinsztejn), né le 22 décembre 1878 à Szczuczyn, alors au sein de l'Empire russe, et mort le 10 mars 1925 à New York, est un athlète américain spécialiste du saut en longueur et du triple saut.

## Biographie
Alors enfant, sa famille juive émigre aux États-Unis et s'installe à Syracuse (New York). Il a gagné la médaille d'or du triple saut aux Jeux olympiques de Paris. En 1900, il établit un nouveau record du monde du saut en longueur avec 7,50 m et gagne la médaille d'argent, perdant l'or au profit d'Alvin Kraenzlein pour un centimètre car il avait été empêché de concourir, par les autorités religieuses de Syracuse, la finale qui se déroulait un dimanche. Aux Jeux olympiques d'été de 1904 à Saint Louis, il remporta le saut en longueur et le triple saut, finissant encore cinquième du 60 m et du 400 m. Aux Jeux olympiques intercalaires de 1906 d'Athènes, il remporte à nouveau l'or au saut en longueur.

## Palmarès

### Jeux olympiques d'été
- Jeux olympiques d'été de 1900 à Paris ( France)
  -  Médaille d'argent au saut en longueur
  -  Médaille d'or au triple saut sans élan
- Jeux olympiques d'été de 1904 à Saint Louis ( États-Unis)
  -  Médaille d'or au saut en longueur
  -  Médaille d'or au triple saut
  - 5e sur 60 m
  - 5e sur 400 m
- Jeux olympiques intercalaires de 1906 à Athènes ( Grèce)
  -  Médaille d'or au saut en longueur
  - 11e au triple saut